# Glenn Ligon
Glenn Ligon, född 1960 i New York i USA, är en amerikansk konceptkonstnär. 
Glenn Ligon avlade kandidatexamen på Wesleyan University 1982 och arbetade därefter som korrekturläsare på ett advokatkontor samtidigt som han målade. År 1985 deltog han i ett utbildningsprogram på Whitney Museum of American Art.
Han arbetar parallellt med olika konstformer, som måleri, video, fotografi och digitala medier. Hans temata sammanhänger med hans bakgrund som afroamerikan och homosexuell. Måleri är en av hans viktigaste konstformer. Han hade sin första separatutställning, "How It Feels to Be Colored Me, 1989 i Brooklyn. Glenn Ligon har också, sedan 2005, arbetat med neonskulptur.
Glenn Ligon deltog i Venedigbiennalen 1997, Documenta11 2002 och Berlinbiennalen 2014.